# 종교 교육
종교 교육(宗敎敎育)은 광의에는 일반적인 종교의 교의, 의식, 습관, 개념, 역사 등을 교수하는 것. 협의에는 특정의 종교의 주장을 사실인 것 같이 가르치는 것. 혹은 특정의 신앙을 갖게하는 교육. 미국이나 유럽에서는 자주 부모에 의한 아이에의 종교 교육의 시비가 논의가 되지만, 통상, 종교 교육의 논의의 중심은 공적인 교육기관에서의 종교의 취급이다. 유네스코가 1960년에 채택한 교육에서의 차별을 금지하는 조약은 그 제5조로 종교 교육을 받을 권리와 그 보호자의 선택 권리, 및 자기의 신조와 양립하지 않는 종교 교육을 강요 당하지 않을 권리를 보장하고 있다.

## 일본의 경우

### 근대
일본 제국의 무렵에 종교 교육은 공립 학교에서 금지 되었지만, 역사 뿐만이 아니고 국어나 수신 등의 과목도 황국 사관에 입각한 교육을 해 세계 정세의 악화와 함께 강화되었다. 1940년에 외국인의 기독교 선교사가 종교 교육 연구회를 설립해, 「현대의 정교 분리를 공격한다」라는 활동이 시작되었지만, 이것은 그러한 흘러에 대항하는 수단이라고 말할 수 있다. 공립 학교의 교과서에 기독교의 내용을 넣도록 하는 운동도 있었지만, 태평양전쟁의 개전에 의해 그 활동이 끝났다.

### 제2차 세계 대전후

#### 공립학교
일본에서는 헌법 제20조 및 교육기본법 제9조로, 종교는 존중되어야 할 것이지만, 나라 및 국립의 기관은 종교 교육 그 외 종교 활동을 해서는 안 된다고 규정하고 있다. 따라서, 일본의 공립 학교에서는 종교는 사회나 공민, 지리, 역사의 시간에 학문으로서 철학이나 사상의 일종으로서 가르친다.
특정의 종교의 가치관에 의거한 교육이 금지되고 있는 공립 학교에서 어디까지를 부적절 종교 교육으로 간주할지는 매우 어려운 문제이다. 구체적으로는, 수학 여행에서 신사 불각을 방문하는 것을 특정 종교의 우대로 간주하는 의견도 있으면, 참배 등의 종교 행위의 강제가 없는 한은 허용된다는 의견도 있다.

#### 사립학교
한편, 공적 교육에 대해, 사립학교에서는, 특히 기독교나 불교 등의 종교 단체가 운영하는 학교에서는 도덕 과목과 같은 위치설정으로, 필수 과목으로서 종교에 관한 기초적지식을 교수하고 있는 곳이 많다. 이러한 종교 과목을 교수하려면, 중학교, 고등학교 모두의 종교 교육의 교원 면허장이 필수이며, 습득에는 종교과교육법을 포함한 특정의 필수단위를 취득할 필요가 있다.

## 영국과아일랜드의 경우
영국에서는, 종교 교육은 필이수 과목으로, 교육법에 따라, 기독교가 중심이 될 필요가 있다. 아일랜드에서는 중학 졸업 시험으로 기독교가 중심의 종교 교육이 필요하다.

## 이슬람교의 경우
건국 이래, 정교 분리를 국시로 하는 터키에서는 학교에서 이슬람교의 의무로 여겨지는 여자의 스카프를 착용시킬지로 논의가 일어나고 있다. →스카프 논쟁
터키 이외에도, 이슬람교권인 북부 아프리카를 일찍이 식민지로 하고 있던 프랑스에서 같은 논의가 일어나고 있다. 배경에는 중동계의 이민 문제가 있어, 2005년에는 파리 교외에서 폭동이 일어났다.

## 같이 보기
- 교회 학교

### 관련단체
- 기독교 학교 교육 동맹
- 일본 가톨릭 학교 연합회
- 일본 불교 교육학회